# Thiocétène

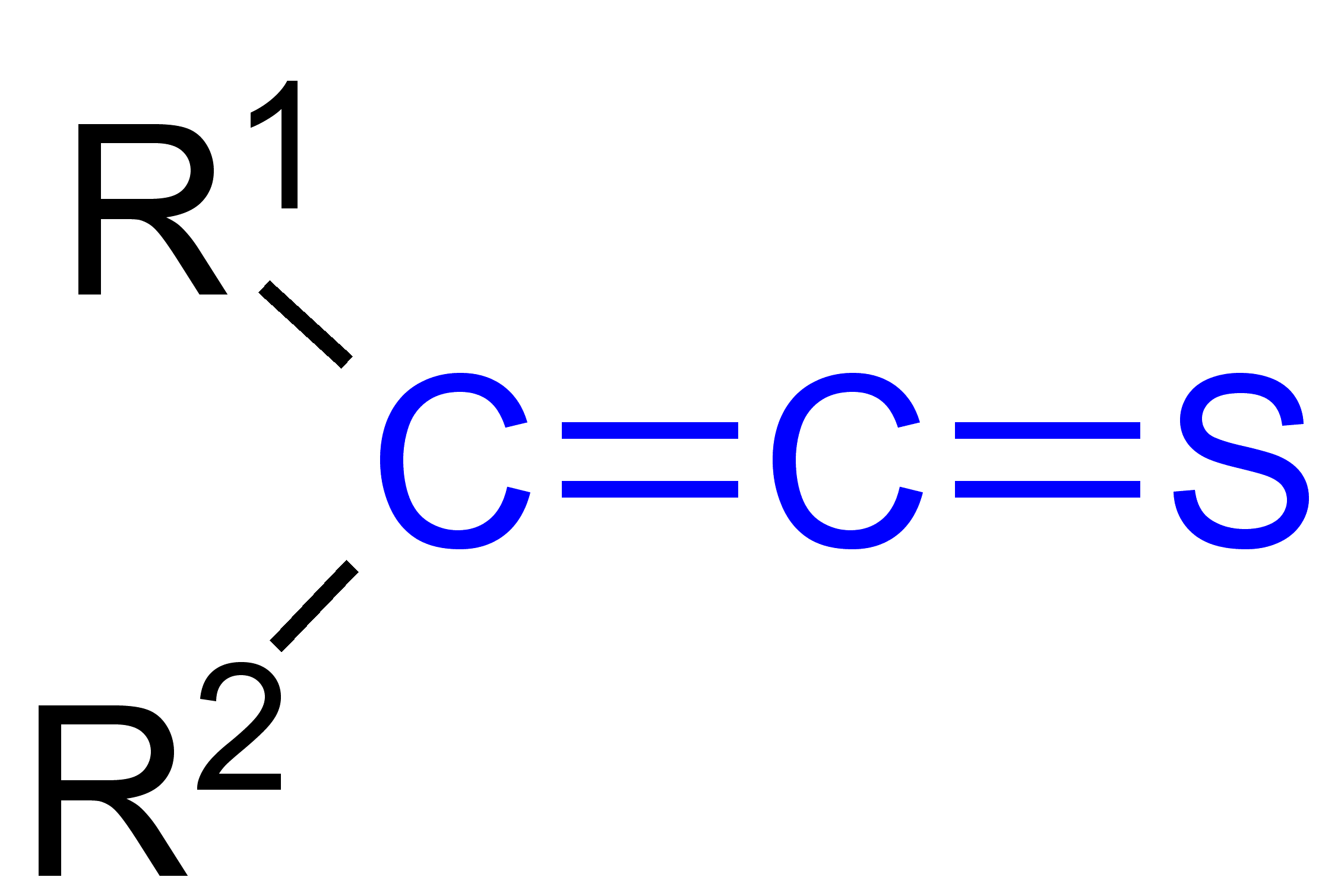
Structure général d'un thiocétène.

Un thiocétène est un analogue organosulfuré d'un cétène de formule générale  R2C=C=S, où R est un groupe alkyle ou aryle. Le terme thiocétène peut aussi être synonyme de thioéthénone, CH2=C=S, le plus simple des thiocétènes.
Les thiocétènes sont réactifs, et tendent à se polymériser. Certains thiocétènes sont des produits intermédiaires de pyrolyse de 1,2,3-thiadiazoles.
Le bis(trifluorométhyl)thiocétène ((CF3)2C=C=S) est un des rares exemples de thiocétène stable, avec le subsulfure de carbone (S=C=C=C=S).